# Schabracke (Fensterdekoration)

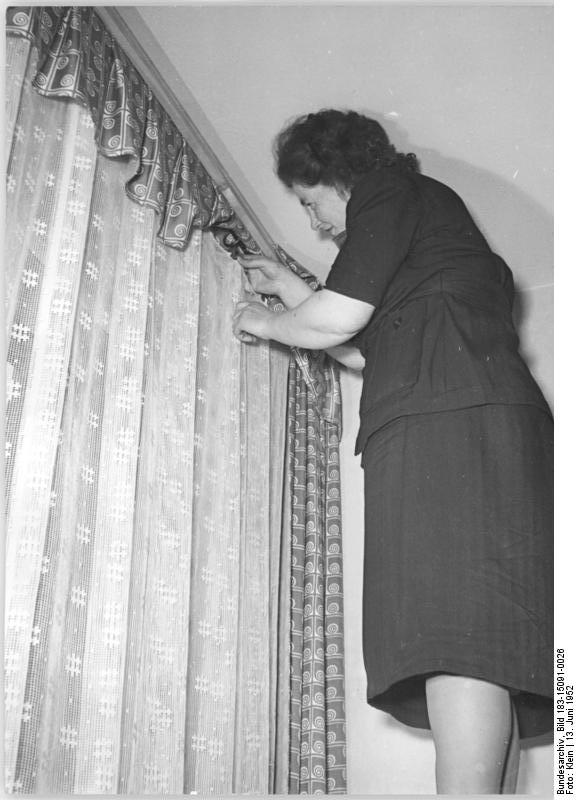
Frau beim Aufhängen einer Gardine mit Schabracke (oben) und Dekoschals (seitlich)

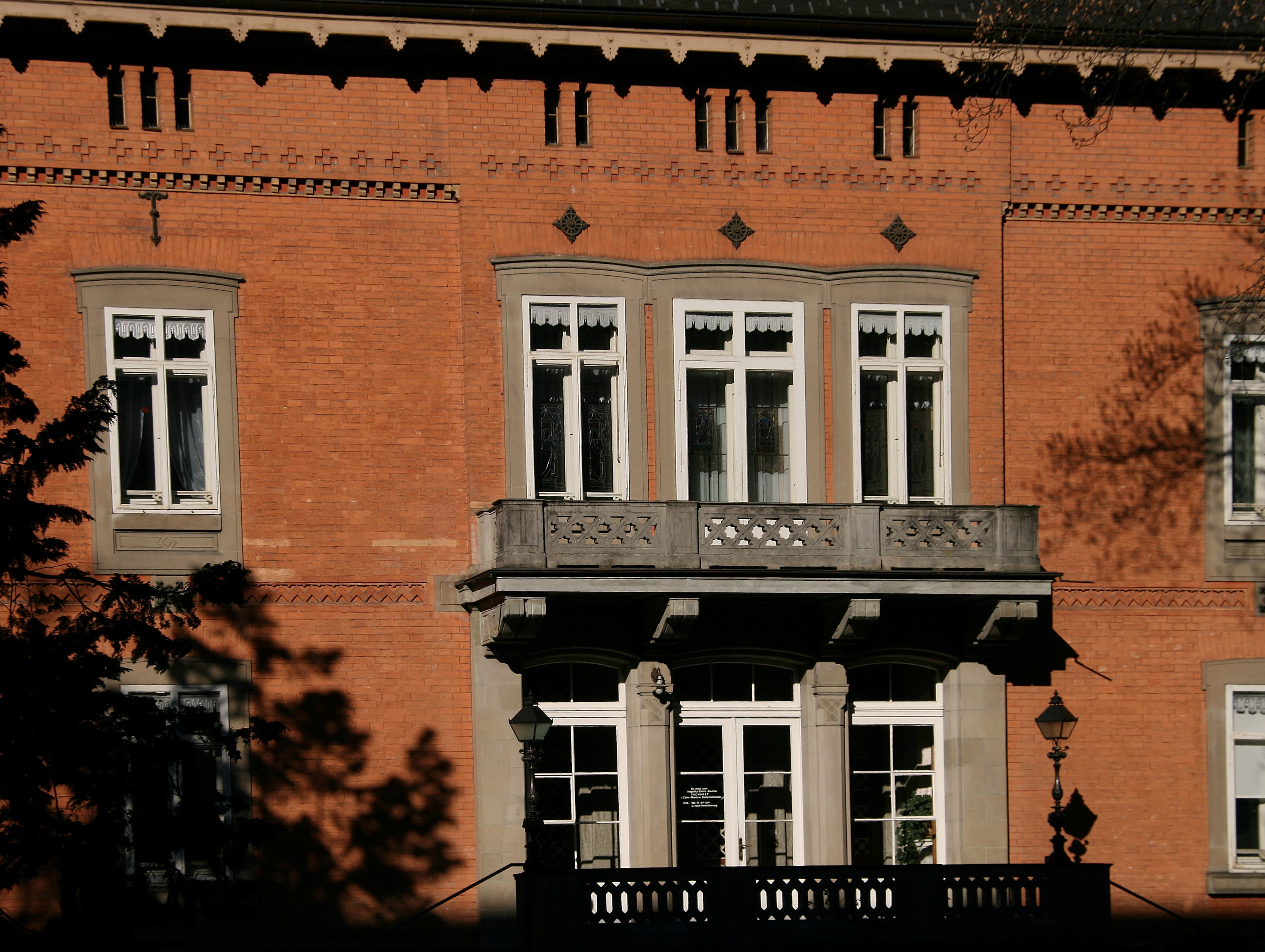
Blech-Schabracken, hier zwischen Fenster und zusätzlich aufgesetztem Winterfenster

Als Schabracke bezeichnet man heute meist einen horizontal angebrachten, textilen Behang, der, mit Klettband oder Nägeln befestigt, eine Gardinenschiene, einen Fenstersturz oder einen Rollladenkasten kaschiert. Er kann auf einen glatten Träger aufgezogen sein oder lose herabhängen, an der Unterkante gerade oder geschwungen abschließen, auch mit Posamenten verziert sein und ist meist aus dem gleichen Material wie die seitlichen Dekoschals.
Ein klassischer Anwendungsbereich für die heute Schabracken genannten Behänge waren die oberen Kanten von Himmelbetten.
Heute weniger gebräuchlich, jedoch bei denkmalgeschützten Häusern immer noch häufig zu finden, sind Außenschabracken, die zum Verdecken der hochgezogenen Jalousie dienen, aber auch zur Verzierung von Fenstern, Laubengängen oder Dachkanten. Sie waren häufig aus bemaltem Blech, aber auch Holz und seltener Stuck.

## Wort- und Begriffsgeschichte
Das aus dem Türkischen abgeleitete Wort bezeichnete seit dem 17. bis ins späte 19. Jahrhundert ausschließlich eine Satteldecke für (militärische) Reitpferde. Im 20. Jahrhundert erweiterte sich die Bedeutung auf andere textile Abdeckungen, zunächst auf Möbelüberzüge, später vor allem auf Gardinen und Vorhänge.
Als Wort für textile Behänge ist der Begriff nur teilweise deckungsgleich mit dem kunsthistorischen Fachausdruck Lambrequin. Dieser bezieht sich auch auf Dekorationsweisen außerhalb der Architektur und Inneneinrichtung, er benennt auch entsprechende Motive in der Ornamentstichgraphik und allen Arten von Reliefs und Malerei im Kunsthandwerk, beschränkt sich aber im Wesentlichen auf ihr Vorkommen in der Barockzeit. 
Da das Wort „Schabracke“ für Satteldecke auch scherzhaft auf abgetragene Frauenröcke angewandt wurde, entstand daraus der abwertende Ausdruck für eine alte Frau („Alte Schabracke“).